# Анатолий Конков
Анатолий Конков (на украински: Анатолій Коньков; на руски: Анатолий Коньков) е съветски и украински футболист, футболен треньор и функционер.
Почетен майстор на спорта на СССР (1982). Председател на Футболната федерация на Украйна от 2 септември 2012 до 23 януари 2015 г.

## Кариера
По време на кариерата си, Конков играе в защита като стопер. Той печели четири съветски първенства, веднъж съветската купа, Суперкупа на УЕФА и Купа на носителите на купи 1974/75. Той е вицешампион от Евро 1972 и печели олимпийски бронзов медал през 1976 г.
През 1979 г. Конков играе няколко мача за Украйна в Спартакиада на народите на СССР.
След като се оттегля като футболист, Конков става треньор. Води клубове от Съветския съюз, Украйна и Азербайджан. На 2 септември 2012 г. е избран за президент на Футболната федерация на Украйна, ставайки втори президент след Виктор Баников.

## Отличия

### Отборни
Динамо Киев
- Съветска Висша лига: 1975, 1977, 1980, 1981
- Купа на СССР по футбол: 1978
- Купа на носителите на купи: 1975
- Суперкупа на УЕФА: 1975